# Linda b. Weida
Linda b. Weida település Németországban, azon belül Türingiában. Lakosainak száma 416 fő (2023. december 31.).

## Népesség
A település népességének változása:
| Lakosok száma | 449  | 440  | 445  | 425  | 417  | 416  |
|               | 2014 | 2017 | 2019 | 2021 | 2022 | 2023 |